# Monte Harmer
El monte Harmer es un estratovolcán que, con 1067 m s. n. m. (otras fuentes indican 1115 mmsm), es la mayor cumbre de la isla Cook, del grupo Tule del Sur de las islas Sandwich del Sur. Se encuentra en el sector centro-norte de la isla y está permanentemente cubierto de nieve y hielo. No se han reportado erupciones recientes.

## Historia
El monte fue cartografiado y nombrado en 1930 por personal del RRS Discovery II de Investigaciones Discovery, homenajeando a Sir Sidney Frederic Harmer, zoólogo británico y vicepresidente del Comité Discovey.
Una gran erupción en 1956, provocó que el refugio Teniente Esquivel de la Argentina ubicado de la cercana isla Thule (o Morrell) y con tres ocupantes, fuera evacuado por las emanaciones sulfurosas.
La isla nunca fue habitada ni ocupada, y como el resto de las Sandwich del Sur es administrada por el Reino Unido que la hace parte del territorio británico de ultramar de las Islas Georgias del Sur y Sandwich del Sur, y es reclamada por la República Argentina, que la hace parte del departamento Islas del Atlántico Sur dentro de la provincia de Tierra del Fuego, Antártida e Islas del Atlántico Sur.